# بطولة الأمم الخمس 1958
بطولة الأمم الخمسة 1958 (بالإنجليزية: 1958 Five Nations Championship)‏ هو الموسم 64 من  بطولة الأمم الخمسة. كان عدد الأندية المشاركة فيه  5، وفاز فيه منتخب إنجلترا الوطني لاتحاد الرغبي.